# Namecoin
Namecoin (ℕ, NMC) este prima criptomonedă alternativă (altcoin) la Bitcoin, apărută în anul 2011. Este limitată la 21 de milioane de unități.

## Istorie
În septembrie 2010, pe forumul BitcoinTalk a început o discuție despre un sistem ipotetic numit BitDNS și generalizarea bitcoin. Gavin Andresen și Satoshi Nakamoto s-au alăturat discuției din forumul BitcoinTalk și au susținut ideea BitDNS, iar o recompensă pentru implementarea BitDNS a fost anunțată pe forum în decembrie 2010.
Namecoin a fost, de asemenea, menționat de ICANN într-un raport public drept cel mai cunoscut exemplu de distribuire a controlului și confidențialității în DNS.
Un studiu din 2015 a constatat că din cele 120.000 de nume de domenii înregistrate pe Namecoin, doar 28 erau în uz.

## Subunități
- mNMC (Milli Namecoin) - 0,001
- µNMC (Micro Namecoin) - 0,000001
- Satoshi - 0,00000001

Namecoin a fost prima monedă virtuală care a implementat tehnologia merged mining, ce permite minarea simultană a două criptomonede bazate pe același algoritm (exemplu: Litecoin și Dogecoin cu algoritmul scrypt, sau Namecoin și Bitcoin cu algoritmul SHA-256.)
Namecoin este și singura criptomonedă digitală care poate fi utilizată pentru a cumpăra și vinde domenii .bit pe internet, precum și posibilitatea de a stoca date în propriul lanț de blocuri. Avantajul constă în faptul că fiecare hash calculat de un miner contribuie la hashrate-ul total al tuturor rețelelor participante. 
Tranzacționarea domeniilor, respectiv posibilitatea de a trimite sau a primi Namecoin, este înlesnită de software-ul Dot-BIT, utilizatorii softului împărțind o listă comună a domeniilor. Securitatea acestor operațiuni este asigurată prin chei publice și private păstrate în calculator.